# Dućan čuda gospodina Magoriuma (2007.)
Dućan čuda gospodina Magoriuma (eng. Mr Magorium's Wonder Emporium), britanska-kanadsko obiteljska fantastična komedija. Radnja filma vrti se oko g. Magoriuma koji posjeduje čarobnu trgovinu igračaka.

## Radnja
Edward Magorium je 243-godišnji starac koji posjeduje čarobnu trgovinu igračaka. Trgovina je čarobna i puna zanimljivih stvari, a njezini djelatnici su pijanistica Molly Mahoney i podrumski stanar Bellini. Eric Applebaum je dječak koji svaki dan boravi u trgovini i ponaša se gotovo kao djelatnik. Prije svoje smrti, Magorium odluči dovesti papire u red, za što će biti zadužen računovođa Henry Weston. Magorium otkrije Westonu da uskoro planira otići, nakon čega zidovi dućana postupno posive od tuge. Za buduću poglavaricu trgovine odabrana je Molly, pa joj Magorium daje čarobnu drvenu kocku kao vodič u životu.
Nakon što Molly posumnja da može voditi dućan, u njemu nastanu nevolje koje Magorium jedva smiri. Na sastanku obznani da će uskoro "otići". Kako bi to spriječila, Molly ga odvodi u bolnicu, a zatim mu pokazuje sve radosti života kako bi ga nagovorila da ostane. Svjestan da o smrti odlučuje Jahve, a ne on, Magorium koristi citat iz tragedije "Kralj Lear" kako bi objasnio jednostavnost umiranja.
Nakon Magoriumove smrti, Molly kukavički odlučuje prodati dućan. Henry dolazi jednog dana srediti papire i slučajno otkrije da Molly ima čarobne moći. Iako je Molly idućeg jutra uvjerena da je to bio sam, Henry je na Ericov nagovor razuvjerava te Molly postane nova voditeljica trgovine igračaka koja je opet vesela, šarena i puna zanimljivih stvari.

## Uloge
- Dustin Hoffman kao Edward Magorium
- Natalie Portman kao Molly Mahoney
- Jason Bateman kao Henry Weston
- Zach Mills kao Eric Applebaum
- Ted Ludzik kao Bellini
- Kiele Sanchez kao gospođa Goodman
- Jonathan Potts kao liječnik

## Zanimljivosti
- Iste godine kad je izašao film, objavljena je i književna inačica.